# Holmi
|  | Per a altres significats, vegeu «Holmi (desambiguació)». |

L'holmi és un element químic el símbol del qual és Ho i el seu nombre atòmic és 67. És un metall que forma part del 6è període de la taula periòdica, de la sèrie dels lantanoides i de les terres rares. S'empra en làsers Ho-YAG que es fan servir en diferents tècniques quirúrgiques, el radioisòtop holmi 166 s'usa en el tractament de diferernts càncers, l'òxid d'holmi es fa servir com a patró per calibrar espectròmetres i per acolorir vidres i la zircònia cúbica emprada en joieria.

## Història

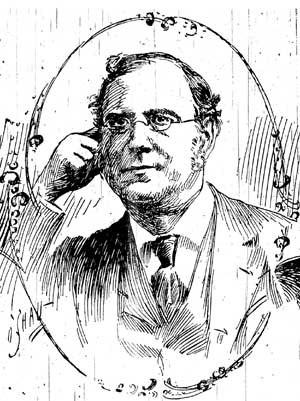
Marc-Abraham Delafontaine.

L'octubre del 1878 el químic suís Marc Delafontaine (1838-1911) comunicà la descoberta d'una nova terra rara en el mineral gadolinita, en la qual identificà un nou element químic que anomenà filipi en honor del seu professor Philippe Plantamour (1816-1898).

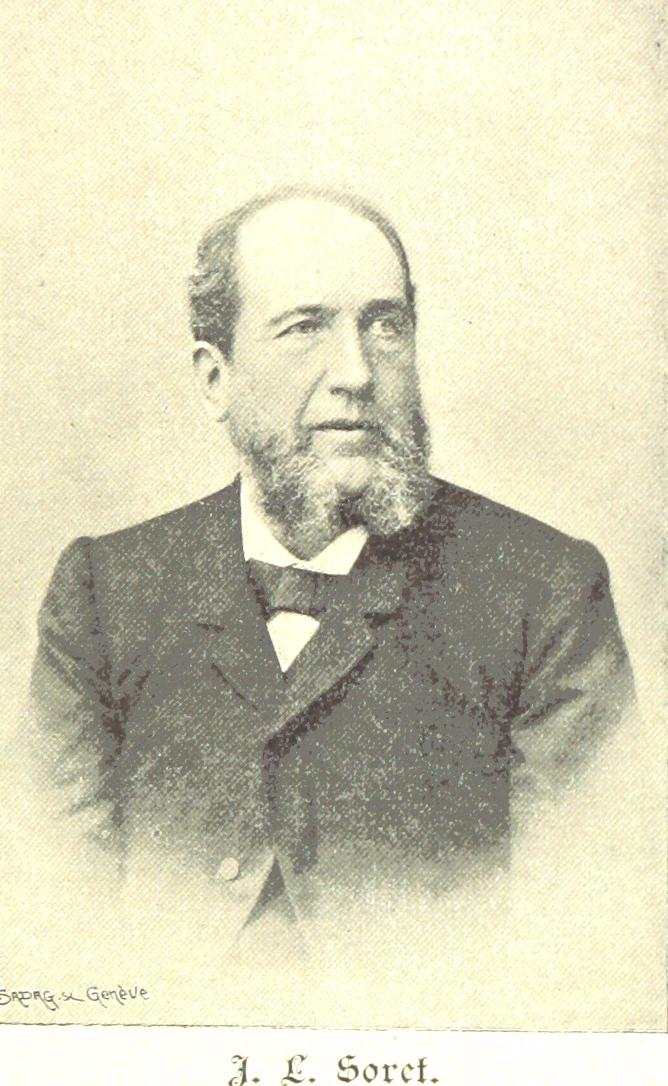
Jacques-Louis Soret.

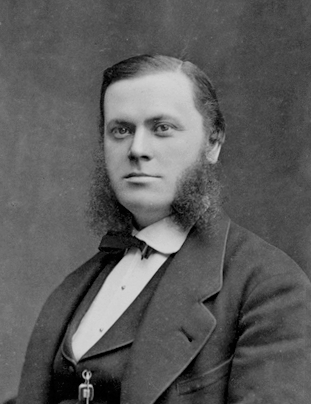
Per-Teodor Cleve, el 1885.

Delafontaine basava la descoberta en el comportament d'una línia espectral, corresponent a una longitud d'ona de 451,5 nm. Aquesta línia espectral havia estat atribuïda a l'èrbia (òxid d'erbi, {\displaystyle {\ce {Er2O3}}}), però segons Delafontaine aquesta atribució no es podia justificar, ja que reaccions diferents de precipitació conduïen a intensitats diferents d'aquesta línia, mentre que les altres atribuïdes a l'èrbia s'hi mantenien als mateixos nivells.
Coneixedor dels estudis de Delafontaine, el també químic suís Jacques-Louis Soret (1827-1890) s'estimava més denominar provisionalment la «quarta terra» de la gadolinita amb la designació de X. Soret forní proves a favor d'aquest element amb un estudi sobre els espectres d'absorció ultraviolats de terres de gadolinita.
Per altra banda, el químic i geòleg suec Per-Teodor Cleve (1840-1905), de manera independent, treballant en la purificació de la terra èrbia ({\displaystyle {\ce {Er2O3}}}), remarcà la presència d'una nova terra rara, i la denominà hòlmia ({\displaystyle {\ce {Ho2O3}}}), mentre l'element corresponent rebia el nom d'holmi. Holmia és el nom en llatí per anomenar la ciutat Estocolm, capital de Suècia. Soret revisà tots aquests estudis indicant una identitat entre el seu element X, l'holmi de Cleve i el filipi de Delafontaine.
L'òxid d'holmi fou aïllat el 1886 pel químic francès Paul Émile Lecoq de Boisbaudran (1838-1912) per precipitació fraccionada, en primer lloc amb una dissolució aquosa d'amoníac i després amb una dissolució saturada de sulfat de potassi, observà que els constituents de la mostra impura d'holmia precipitaven en l'ordre següent: terbi, disprosi, holmi i erbi. Finalment, el metall pur fou aïllat el 1911 pel científic suec Otto Holmberg.

## Estat natural

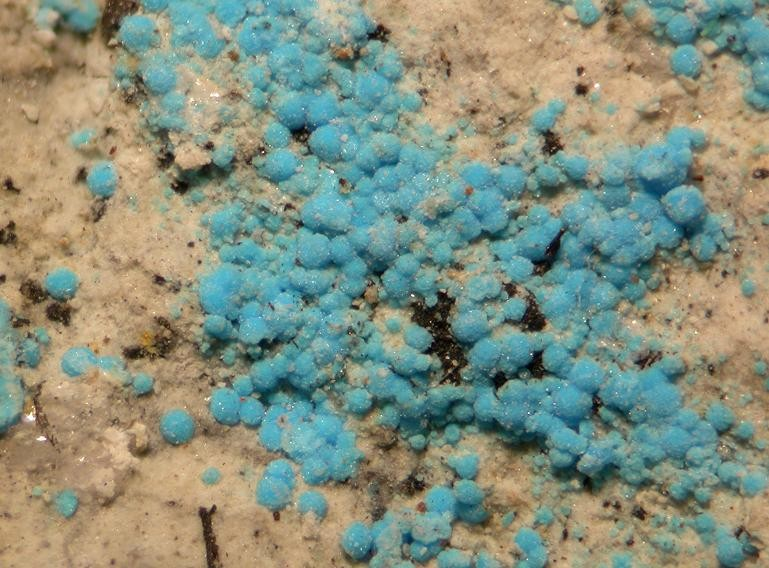
Decrespignyita-(Y)

És molt poc abundant, ocupa la posició 56 en quant a abundància dels elements a l'escorça terrestre, amb una concentració mitjana de sols 1,4 ppm. És el lantanoide més rar de les terres rares. Tanmateix és 20 vegades més abundant que l'argent. Només dos minerals en contenen més d'un 1 %, són la decrespignyita-(Y) amb un 2,28 % i la hingganita-(Y) amb un 1,14 %. Es troba principalment en les argiles impregnades de lantanoides pesants de la Xina, i en els minerals gadolinita i monazita. D'aquest darrer mineral se'l obté industrialment. La monazita conté prop del 0,05 % d'holmi.
D'holmi actualment se'n produeixen unes 10 tones l'any a escala mundial. Pot ser aïllat a partir del seu clorur o fluorur per reducció amb calci segons la reacció:
{\displaystyle {\ce {2HoCl3 + 3Ca -> 2Ho + 3CaCl2}}}

## Propietats

### Propietats físiques
L'holmi és un metall de densitat 8,795 g/cm³, un punt de fusió de 1 472 °C i un punt d'ebullició de 2 700 °C. És relativament tou i mal·leable. En forma pura, l'holmi posseeix una brillantor metàl·lica i brillant. La seva configuració electrònica és [Xe] (6s)2(5d)1(4f)10.
L'holmi té el moment magnètic molt alt (10,6 µB), major que el de qualsevol altre element natural i posseeix altres propietats magnètiques inusuals. Quan es combina amb l'itri, forma compostos altament magnètics. L'holmi, és paramagnètic per sobre de 133 K, antiferromagnètic entre 20 K i 133 K, i ferromagnètic per sota de 20 K.

### Propietats químiques

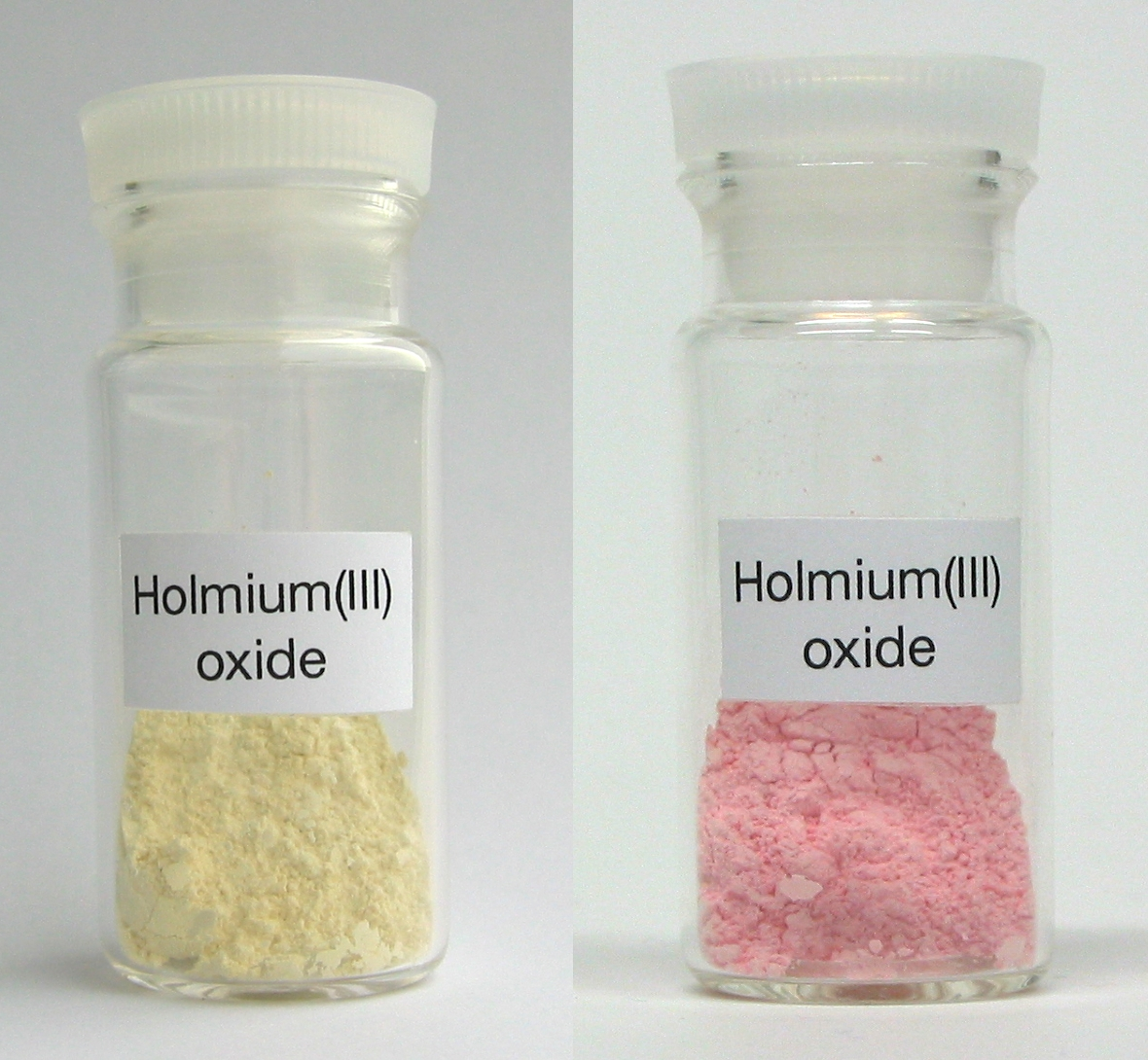
Òxid d'holmi Ho2O3 sota llum natural a l'esquerra i sota llum fluorescent a la dreta

L'holmi és força resistent a la corrosió i estable a l'aire sec a temperatura i pressió atmosfèrica. A l'aire humit i a temperatures més altes, però, s'oxida ràpidament, formant un òxid groguenc. L'holmi s'oxida lentament exposat a l'aire i es crema fàcilment per formar òxid d'holmi:
{\displaystyle {\ce {4 Ho + 3 O2 -> 2 Ho2O3}}}
És força electropositiu i generalment és trivalent. Reacciona lentament amb aigua freda i força ràpidament amb aigua calenta per formar hidròxid d'holmi:
{\displaystyle {\ce {2 Ho(s) + 6 H2O(l) -> 2 Ho(OH)3(aq) + 3 H2(g)}}}
Reacciona amb tots els halògens donant els corresponents halogenurs d'holmi(3+) que són acolorits:
{\displaystyle {\ce {2 Ho (s) + 3 F2 (g) -> 2 HoF3 (s) [rosa]}}}{\displaystyle {\ce {2 Ho (s) + 3 Cl2 (g) -> 2 HoCl3 (s) [groc]}}}{\displaystyle {\ce {2 Ho (s) + 3 Br2 (g) -> 2 HoBr3 (s) [groc]}}}{\displaystyle {\ce {2 Ho (s) + 3 I2 (g) - 2 HoI3 (s) [groc]}}}

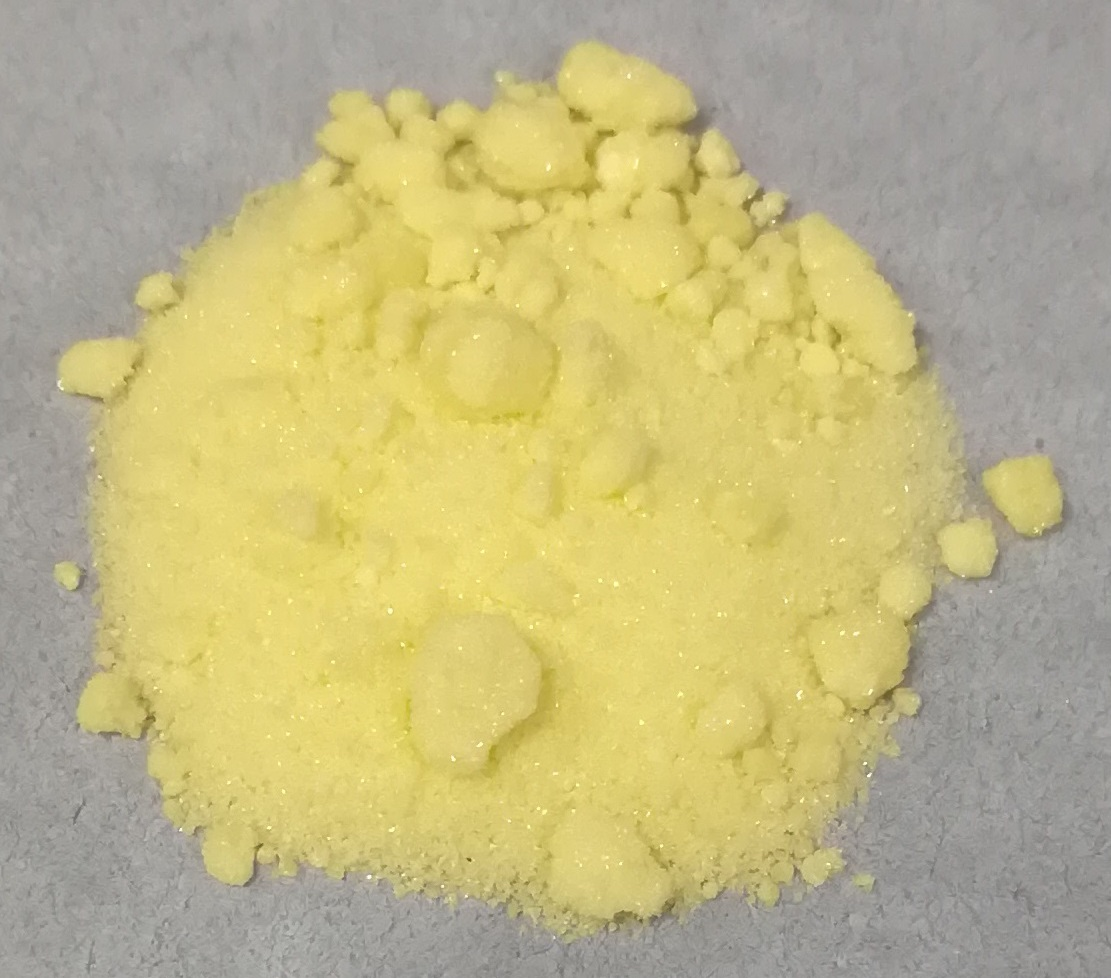
Acetat d'holmi Ho(C2H3O2)3

Es dissol fàcilment en àcid sulfúric diluït per formar solucions que contenen els ions holmi(3+) grocs, que existeixen com a complexos {\displaystyle {\ce {[Ho(OH2)9]^3+}}}.
A més dels composts indicats també s'han obtingut l'acetat d'holmi {\displaystyle {\ce {Ho(C2H3O2)3}}}, el nitrat d'holmi—aigua(1/5) {\displaystyle {\ce {Ho(NO3)3*5H2O}}}, el nitrur d'holmi {\displaystyle {\ce {HoN}}}, l'oxalat d'holmi—aigua(1/10) {\displaystyle {\ce {Ho2(C2O4)3*10H2O}}}, el silicur d'holmi {\displaystyle {\ce {HoSi2}}} i el sulfur d'holmi {\displaystyle {\ce {Ho2S3}}}

### Isòtops
L'holmi natural conté un isòtop estable, holmi 165. Es coneixen 49 isòtops radioactius sintètics; el més estable és l'holmi 163, amb una semivida de 4 570 anys que decau per captura electrònica en disprosi 163:
{\displaystyle {\ce {_67^163Ho + _{-1}^0e -> _66^163Dy}}}
La resta de radioisòtops tenen una semivida de l'estat fonamental no superior a 1 117 dies, i la majoria inferiors a les 3 hores. No obstant això, el radioisòtop metaestable 166m1Ho té una semivida d'uns 1 200 anys a causa del seu gran spin. Aquest fet, combinat amb una energia d'excitació elevada que resulta en un espectre particularment ric de raigs gamma de descomposició produïts quan l'estat metaestable s'excita, fa que aquest isòtop sigui útil en experiments de física nuclear com a mitjà per calibrar les respostes d'energia i les eficiències intrínseques dels espectròmetres de rajos γ.

## Aplicacions

### Medicina
L'holmi es fa ús en la fabricació de làsers d'estat sòlid, com el Ho-YAG (granat d'holmi-itri-alumini), que emet llum de longitud d'ona 2 097 nm (infraroig proper). El làser d'holmi és de gran utilitat en intervencions quirúrgiques sense hospitalització de pròstata, pedres a la bufeta urinària, uretra, urèter o al ronyó, intervencions oculars, dentals, de pell, de genoll, etc., per la seva alta seguretat, eficiència, poca penetració i pel fet de ser molt absorbit per l'aigua dels teixits, la qual cosa en provoca la vaporització i la posterior cauterització dels vasos sanguinis.

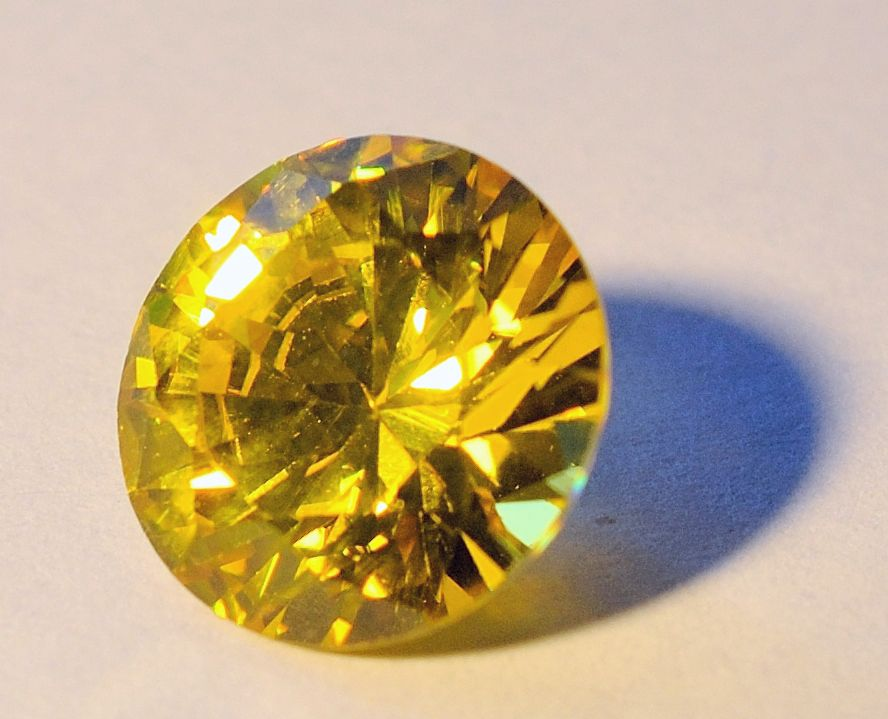
Zircònia cúbica groga.

El radioisòtop holmi 166, amb semivida de 26,8 h, s'empra en el tractament de càncers hepàtics per radiació interna selectiva. El pacient ingereix microesferes que contenen aquest raioisòtop que arriba al fetge i decau per emissió de radiació β de 1 774,32 keV (48,8 %) i 1 854,9 keV i radiació γ de 80,57 keV (6,7 %) i 1 379,4 keV (0,9 %). La desintegració és:
{\displaystyle {\ce {_67^166Ho -> _68^166Er + _{-1}^0e}}}

### Indústria del vidre i la ceràmica

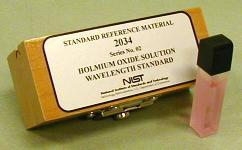
Solució d'òxid d'holmi al 4 % en àcid perclòric al 10 % en una cubeta de quars d'1 cm de longitud. S'empra per a calibrar espectrofotòmetres per a longituds d'ona de 240 nm a 650 nm.

L'òxid d'holmi és un excel·lent colorant per als vidres grocs i vermells i també dona color a la zircònia cúbica utilitzada en joieria, a la qual confereix un color préssec o groc segons el tipus de llum incident.
Els vidres que contenen aquest òxid o les dissolucions d'òxid d'holmi en àcid perclòric presenten absorció òptica entre 200 i 900 nm amb pics molt marcats, la qual cosa s'empra per calibrar espectrofotòmetres òptics.

### Fabricació d'imants
L'holmi es fa servir per a crear forts camps magnètics col·locat entre intensos imants com a «concentrador del flux magnètic».

### Generació d'energia
L'holmi té una gran capacitat d'absorció de neutrons, raó per la qual s'utilitza en la fabricació de les barres de control dels reactors nuclears, que tenen com a missió regular la reacció nuclear en cadena que produeix calor.

### Aplicacions futures
El 2017, IBM anuncià que havia desenvolupat una tècnica per emmagatzemar un bit d'informació en un sol àtom d'holmi col·locat en una làmina d'òxid de magnesi. En aquesta disposició l'àtom d'holmi presenta biestabilitat magnètica, això és, té dos estat magnètics estables amb espins diferents. Amb aquesta tècnica es podrien fabricar matrius d'imants d'un sol àtom per obtenir memòries molt reduïdes de dispositius electrònics.